# Wosadnik
«Wosadnik», полное наименование «Wosadnik. Modlitwy a kěrluše katolskich Serbow» («Прихожанин», «Прихожанин. Молитвы и песнопения католических сербов») — наименование молитвенника и сборника песен на верхнелужицком и нижнелужицком языках, который используется в католических и лютеранских приходах в Лужице.
Первое издание песенника было выпущено в 1889 году лужицким общественным деятелем лужицкого культурного возрождения и католическим священником Михалом Горником под названием «Pobožny wosadnik. Modlitwy a kěrlusche za katholskich Serbow» (Благочестивый прихожанин. Молитвы и песнопения для католических сербов).
Последующие издания выходили в 1900, 1919, 1929 и 1951 годах. С 1907 года по 1913 год редактированием издания занимался нижнелужицкий поэт Фрицо Роха. Отредактированный католический вариант песенника под наименованием «Wosadnik. Modlitwy a kěrluše katolskich Serbow» (Прихожанин. Молитвы и гимны католических сербов) вышел в 1961 году. В 1977 году книга вышла в расширенном варианте. Переработанное издание было издано в 2008 году.
В начале XX века лютеранский пастор Богумил Швеля выпустил одноимённое издание «Wosadnik» на нижнелужицком языке для использования в лютеранских приходах.